# Una detective in gamba
Una detective in gamba (Leg Work) è una serie televisiva statunitense in 10 episodi trasmessi per la prima volta nel corso di una sola stagione nel 1987. Durante la prima televisiva sulla CBS gli ultimi 4 episodi non furono mandati in onda.
È una serie poliziesca incentrata su i casi affrontati dall'investigatrice privata newyorkese Claire McCarron.

## Trama
New York. Claire McCarron è una ex assistente del procuratore distrettuale e investigatrice privata. Figlia di un poliziotto, guida una Porsche 911 Cabriolet, e spesso trova difficoltà a sbarcare il lunario con la sua agenzia. Il tenente del NYPD Fred McCarron è suo fratello e Willie Pipal è una sua amica che lavora per l'ufficio del procuratore distrettuale.

## Personaggi e interpreti
- Claire McCarron (10 episodi, 1987), interpretata da Margaret Colin.
- Willie Pipal (7 episodi, 1987), interpretato da Frances McDormand.
- Tenente Fred McCarron (7 episodi, 1987), interpretato da Patrick James Clarke.
- Jeffrey (5 episodi, 1987), interpretato da Robert Dorfman.

## Produzione
La serie, ideata da Frank Abatemarco, fu prodotta da 20th Century Fox Television.

### Registi
Tra i registi sono accreditati:
- Ray Danton in 2 episodi (1987)
- Peter H. Hunt in 2 episodi (1987)
- John Nicolella in 2 episodi (1987)
- Dale White in 2 episodi)

### Sceneggiatori
Tra gli sceneggiatori sono accreditati:
- Frank Abatemarco in 3 episodi (1987)
- Deborah R. Baron in 3 episodi (1987)
- Marvin Kupfer in 2 episodi (1987)
- Mark Lisson in 2 episodi (1987)

## Distribuzione
La serie fu trasmessa negli Stati Uniti dal 3 ottobre 1987 al 7 novembre 1987 sulla rete televisiva CBS. In Italia è stata trasmessa su emittenti locali con il titolo Una detective in gamba.
Alcune delle uscite internazionali sono state:
- negli Stati Uniti il 3 ottobre 1987 (Leg Work)
- nel Regno Unito il 15 aprile 1988
- in Svezia il 30 ottobre 1988
- in Francia (Détective de choc)
- in Spagna (La mujer detective)
- in Italia (Una detective in gamba)

## Episodi
| Stagione       | Episodi | Prima TV USA |
| -------------- | ------- | ------------ |
| Prima stagione | 10      | 1987         |